# Fairfax (Minnesota)
Fairfax ist eine Kleinstadt (mit dem Status „City“) im Renville County im US-amerikanischen Bundesstaat Minnesota. Das U.S. Census Bureau hat bei der Volkszählung 2020 eine Einwohnerzahl von 1.250 ermittelt.

## Geografie
Fairfax liegt im mittleren Südwesten Minnesotas auf 44°31′45″ nördlicher Breite und 94°43′15″ westlicher Länge. Die Stadt erstreckt sich über eine Fläche von 3,37 km².
Benachbarte Orte von Fairfax sind Hector (25,3 km nördlich), Buffalo Lake (31,7 km nordnordöstlich), Gibbon (15,8 km östlich), Sleepy Eye (26,5 km südlich), Evan (28,6 km südwestlich) und Franklin (13 km westlich).
Die nächstgelegenen größeren Städte sind Minneapolis (147 km ostnordöstlich), Minnesotas Hauptstadt Saint Paul (160 km in der gleichen Richtung), Rochester (217 km ostsüdöstlich), Iowas Hauptstadt Des Moines (428 km südsüdöstlich), Omaha in Nebraska (448 km südsüdwestlich), Sioux Falls in South Dakota (237 km südwestlich) und Fargo in North Dakota (356 km nordwestlich).

## Verkehr
Am Ostrand von Fairfax kreuzen die von Nord nach Süd führende Minnesota State Route 4 und die in West-Ost-Richtung verlaufende Minnesota State Route 19, die die Hauptstraße der Stadt bildet. Alle weiteren Straßen sind untergeordnete Landstraßen, teils unbefestigte Fahrwege oder innerörtliche Verbindungsstraßen.
In West-Ost-Richtung führt eine Eisenbahnstrecke der Minnesota Prairie Line durch das Stadtgebiet von Fairfax.
Mit dem New Ulm Municipal Airport befindet 35,4 km südwestlich ein kleiner Flugplatz. Der nächste Großflughafen ist der Minneapolis-Saint Paul International Airport (145 km ostnordöstlich).

## Demografische Daten
Nach der Volkszählung im Jahr 2010 lebten in Fairfax 1235 Menschen in 513 Haushalten. Die Bevölkerungsdichte betrug 366,5 Einwohner pro Quadratkilometer. In den 513 Haushalten lebten statistisch je 2,29 Personen.
Ethnisch betrachtet setzte sich die Bevölkerung zusammen aus 92,6 Prozent Weißen, 0,2 Prozent amerikanischen Ureinwohnern, 0,2 Prozent Asiaten sowie 6,3 Prozent aus anderen ethnischen Gruppen; 0,6 Prozent stammten von zwei oder mehr Ethnien ab. Unabhängig von der ethnischen Zugehörigkeit waren 11,3 Prozent der Bevölkerung spanischer oder lateinamerikanischer Abstammung.
23,2 Prozent der Bevölkerung waren unter 18 Jahre alt, 54,0 Prozent waren zwischen 18 und 64 und 22,8 Prozent waren 65 Jahre oder älter. 51,0 Prozent der Bevölkerung war weiblich.
Das mittlere jährliche Einkommen eines Haushalts lag bei 39.773 USD. Das Pro-Kopf-Einkommen betrug 21.889 USD. 18,6 Prozent der Einwohner lebten unterhalb der Armutsgrenze.